# Rachel House
Rachel House (Auckland, 1971. október 20. –) új-zélandi színésznő, rendező.

## Gyermekkora és tanulmányai
Aucklandben született, de a Whangarei állambeli Kamoban nevelkedett. Örökbe fogadó szülei, John és Sheila House skót bevándorlók. Maori és európai származású.
Balett-, zongora-, klasszikus ének-, beszéd- és drámaórákra járt.

## Pályafutása
1992-ben végzett a Toi Whakaari elnevezésű új-zélandi drámaiskolában, ezután a Pacific Underground Theatre-nél, majd az Auckland Theatre Company-nál dolgozott a Roger Halls By Degrees-en.
Azóta 28 darabban lépett fel, köztük a Manawa Taua/Savage Hearts, a Waiora, a Wit, a Beauty and the Beast és a The Worlds Wife című darabban.

## Filmográfia

### Film
| Év   | Magyar cím                       | Eredeti cím                         | Szerep              | Magyar hang      |
| ---- | -------------------------------- | ----------------------------------- | ------------------- | ---------------- |
| 2002 | A bálnalovas                     | Whale Rider                         | Shilo               | Kiss Erika       |
| 2004 |                                  | Fracture                            | Taxis               |                  |
| 2006 | Tökéletes teremtmény             | Perfect Creature                    | nő                  |                  |
| 2007 | Sas kontra cápa                  | Eagle vs Shark                      | Nancy               |                  |
| 2010 |                                  | Boy                                 | Gracey néni         |                  |
| 2013 |                                  | White Lies                          | Maraea              |                  |
| 2014 |                                  | Everything We Loved                 | tv riporter         |                  |
| 2014 |                                  | The Dark Horse                      | nő                  |                  |
| 2016 | Vademberek hajszája              | Hunt for the Wilderpeople           | Paula Hall          | Nyakó Júlia      |
| 2016 | Vaiana                           | Moana                               | Tala nagyi (hangja) | Halász Aranka    |
| 2016 |                                  | The Rehearsal                       | Rewia               |                  |
| 2017 | Thor: Ragnarök                   | Thor: Ragnarok                      | Topaz               | Nyakó Júlia      |
| 2020 | Lelki ismeretek                  | Soul                                | Terry (hangja)      | Timkó Eszter     |
| 2020 |                                  | Penguin Bloom                       | Gaye                |                  |
| 2020 |                                  | Ellie & Abbie (& Ellie's Dead Aunt) | Patty               |                  |
| 2021 | Irány a vadon!                   | Back to the Outback                 | Jacinta (hangja)    |                  |
| 2021 |                                  | Cousins                             | Patty               |                  |
| 2023 | A győztes gól                    | Next Goal Wins                      | Ruth                | Murányi Tünde    |
| 2023 |                                  | The Portable Door                   | Nienke Van Spee     |                  |
| 2024 | Godzilla x Kong: Az új birodalom | Godzilla x Kong: The New Empire     | Hampton             | Fullajtár Andrea |
| 2024 | Vaiana 2.                        | Moana 2                             | Tala nagyi (hangja) | Halász Aranka    |
| 2025 | Egy Minecraft film               | A Minecraft Movie                   | Malgosha (hangja)   | Peller Anna      |
| 2025 |                                  | Kangaroo                            | Jesse               |                  |

### Televízió
| Év        | Magyar cím                             | Eredeti cím                   | Szerep                | Megjegyzések                                                          |
| --------- | -------------------------------------- | ----------------------------- | --------------------- | --------------------------------------------------------------------- |
| 1998      |                                        | Tiger Country                 | Faenza                | tévéfilm                                                              |
| 1999–2000 |                                        | The Life and Times of Te Tutu | Hine                  | főszereplő                                                            |
| 2002      |                                        | Duggan                        | Warder                | tévéfilm                                                              |
| 2002      |                                        | Mataku                        | Rachel                | mellékszereplő                                                        |
| 2006      |                                        | Maddigan's Quest              | Goneril               | főszereplő                                                            |
| 2011      |                                        | Super City                    | Roimata               | mellékszereplő                                                        |
| 2011      |                                        | The Blue Rose                 | Tina                  | 3 epizód                                                              |
| 2014      |                                        | Hope and Wire                 | Joycie Waru           | minisorozat                                                           |
| 2015      |                                        | Find Me a Māori Bride         | Kuini                 | mellékszereplő                                                        |
| 2016      |                                        | Wolf Creek                    | Ruth                  | minisorozat                                                           |
| 2018      | A majomkirály újabb legendái           | The New Legends of Monkey     | Monica                | mellékszereplő                                                        |
| 2018      |                                        | Wrecked                       | Martha                | mellékszereplő                                                        |
| 2019      | Az Oroszlán őrség                      | The Lion Guard                | Binturong Mama (hang) | 6 epizód magyar hangja Bánsági Ildikó                                 |
| 2020      | Bevándorlók Ausztráliában              | Stateless                     | Harriet               | minisorozat                                                           |
| 2021      | Cowboy Bebop – Csillagközi fejvadászok | Cowboy Bebop                  | Mao                   | főszereplő                                                            |
| 2021      |                                        | Creamerie                     | Doc Harvey            | 3 epizód                                                              |
| 2021–2024 | Mi lenne, ha…?                         | What If...?                   | Topaz (hang)          | 3 epizód magyar hangja Nyakó Júlia (1-2. évad) Réti Szilvia (3. évad) |
| 2022      | Békaland                               | Amphibia                      | Parisia (hang)        | 1 epizód                                                              |
| 2022–     | Pinecone és Pony                       | Pinecone & Pony               | Gladys (hang)         | mellékszereplő                                                        |
| 2022–     | Szívtipró gimi                         | Heartbreak High               | Woodsy                | mellékszereplő magyar hangja Makay Andrea                             |
| 2023–     | Kiff                                   | Kiff                          | Mary Buns (hang)      | 3 epizód magyar hangja Kokas Piroska                                  |
| 2023–     | Alapítvány                             | Foundation                    | Tellem Bond           | mellékszereplő                                                        |
| 2023      | A Koalaember                           | Koala Man                     | Janine (hang)         | főszereplő                                                            |
| 2023      |                                        | Bay of Fires                  | Airini                | 4 epizód                                                              |
| 2023      | A zászlónk halált jelent               | Our Flag Means Death          | Mary Read             | 1 epizód                                                              |